# Maria Grazia Gatti
Maria Grazia Gatti (Isola del Liri, 19 settembre 1956) è una politica e sindacalista italiana.

## Biografia
Nata ad Isola del Liri (Frosinone), ma vive a Calci (Pisa).
Impegnata sindacalmente nella CGIL, fa parte della segreteria provinciale della Camera del Lavoro di Pisa dal 2000 al 2007.
Alle elezioni politiche del 2008 viene eletta deputata nella circoscrizione Toscana per il Partito Democratico.
Nel 2013 viene eletta senatrice della XVII legislatura della Repubblica Italiana nella circoscrizione Toscana per il Partito Democratico.
Nel 2017 abbandona il PD e aderisce ad Articolo 1 - Movimento Democratico e Progressista. Non si ricandida per il Parlamento alle elezioni politiche del 4 marzo 2018.